# Tom Clancy's Ghost Recon Phantoms
Tom Clancy's Ghost Recon Phantoms è un videogioco sparatutto tattico in terza persona multigiocatore, uscito nel 2014 come gioco free-to-play per Microsoft Windows. Il gioco fa parte della serie Ghost Recon di Tom Clancy. Il 25 agosto 2016, Ubisoft ha annunciato che il gioco non era riuscito a soddisfare le aspettative della società ed è stato chiuso il 1º dicembre 2016.

## Modalità di gioco
In Ghost Recon Phantoms ci sono tre tipi di classi: Assalto, Ricognitore e Supporto. Il gioco ha un gameplay basato sulla squadra, quindi ciascuna di queste classi necessita la sincronizzazione l'una con l'altra. L'Assalto viene giocato come un soppressore che può caricarsi, il Ricognitore può aggirare i nemici usando un dispositivo di camuffamento o un dispositivo di scansione e il Supporto può manipolare il campo di battaglia generando scudi elettronici o causando blackout temporanei. Esistono quattro tipi di match (Partite private, Team Capture, Deathmatch a squadre, Partite tra clan) e tre modalità di gioco (Conquista, Assalto e Holdout).